# Le Conte du pêcheur et du petit poisson

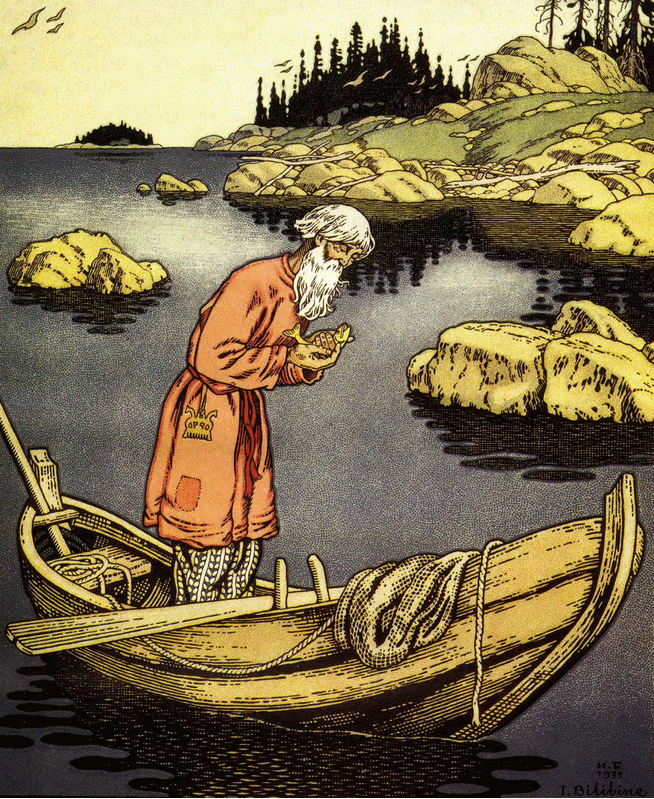
Illustration d'Ivan Bilibine pour le conte.

Le Conte du pêcheur et du petit poisson (en russe : Сказка о рыбаке и рыбке, Skazka o rybake i rybke ; en orthographe précédant la réforme de 1917-1918 : Сказка о рыбакѣ и рыбкѣ) est un célèbre conte en vers d'Alexandre Pouchkine. Écrit le 14 octobre 1833, il a été publié pour la première fois en 1835 dans la revue Biblioteka dlia tchteniia (Bibliothèque pour la lecture).

## Résumé

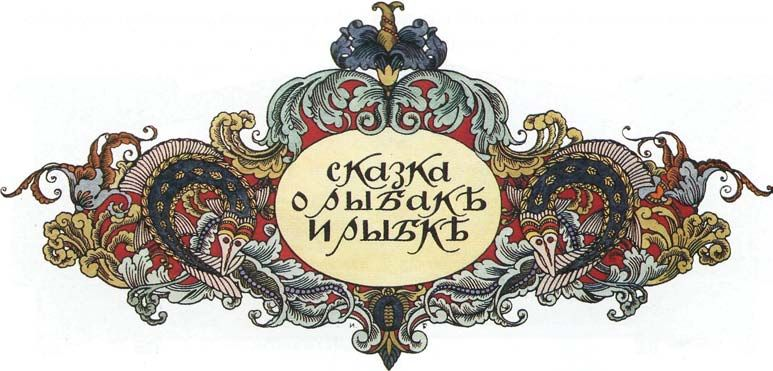
Frontispice pour le conte, par Bilibine (1908)

Un vieux pêcheur et sa vieille vivent dans une pauvre cabane au bord de la mer. Un jour, le vieux, après plusieurs tentatives infructueuses, ramène dans son filet un petit poisson d'or, qui s'adresse à lui d'une voix humaine et le prie de le rejeter à la mer, lui promettant en échange d'exaucer tous ses souhaits. Le vieux le libère sans rien exiger. Rentré chez lui, il raconte l'histoire à sa femme, qui le traite d'imbécile et lui dit d'aller demander au poisson un nouveau baquet à lessive, en remplacement du leur qui est brisé.

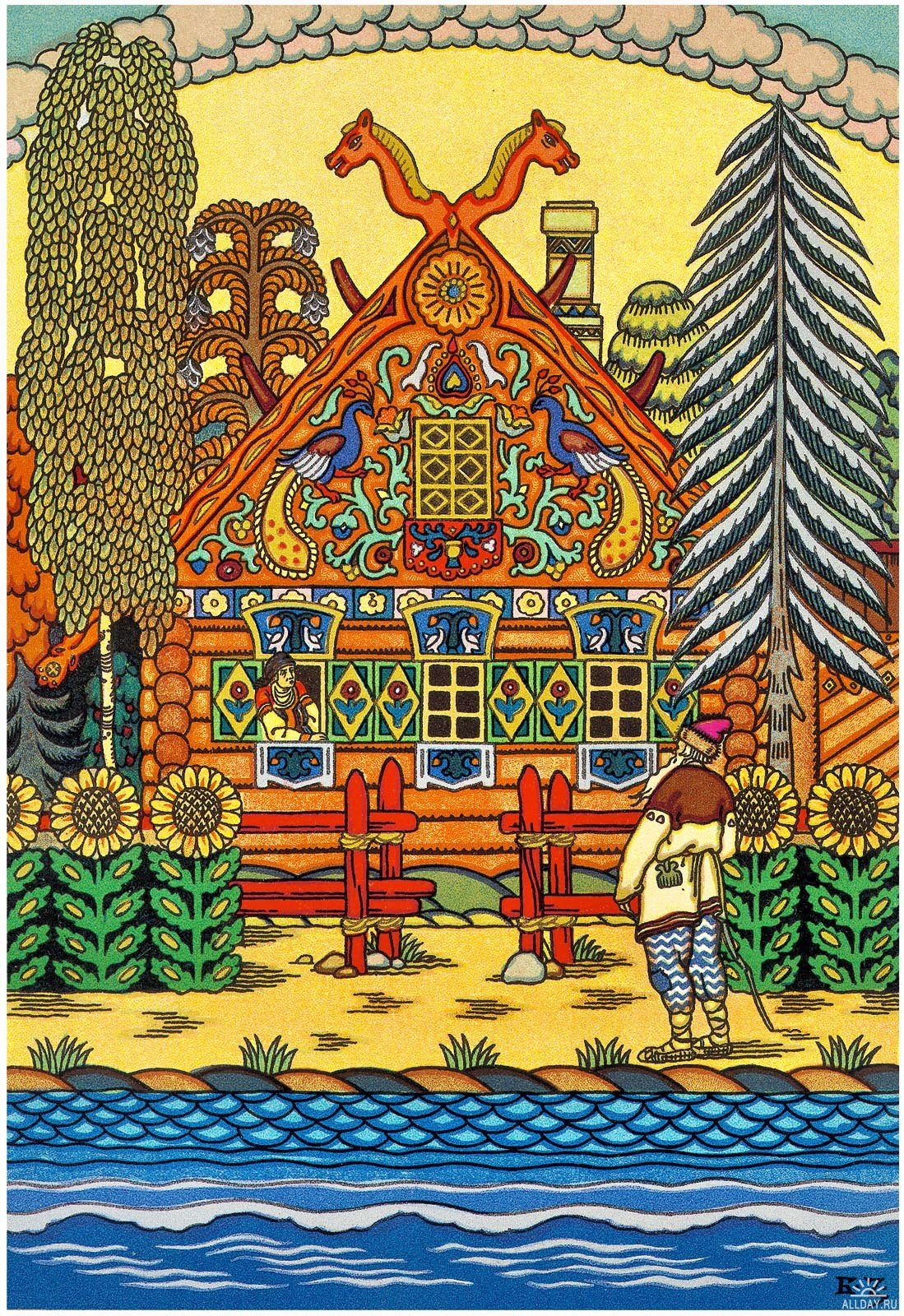
Illustration de Boris Zvorykine (1872-1945 env.)

Le vieux s'exécute et, retourné au bord de la mer, appelle respectueusement le petit poisson, qui apparaît et lui demande ce qu'il veut. Mis au courant de la demande de la vieille, il assure le vieux qu'ils auront un baquet neuf : c'est ce qui se produit. Mais à nouveau la vieille critique violemment son mari et le renvoie vers le petit poisson, pour réclamer cette fois une isba. Le vieux s'exécute. Le petit poisson, surgi d'une mer déjà moins tranquille, exauce le vœu : rentrant chez lui, le vieux découvre une belle isba à la place de la cabane. Mais la vieille, toujours insatisfaite, réclame désormais d'être noble. Le petit poisson leur accorde un riche terem (maison russe), où règne la vieille, entourée de serviteurs, et traitant son mari comme un domestique. (À chaque fois que le vieux, de plus en plus embarrassé, repart à la rencontre du petit poisson, la mer se fait de plus en plus agitée, puis sombre et menaçante).
La vieille obtient ensuite d'être tsarine dans un palais, mais cela ne lui suffit toujours pas : elle veut désormais être souveraine de la mer, et que le petit poisson lui-même soit à ses ordres. Devant une mer déchaînée, le vieux, malheureux, énonce ces exigences exorbitantes : mais cette fois, le petit poisson, sans dire un mot, d'un battement de queue disparaît dans les ondes.
Voyant qu'il n'obtient pas de réponse, le vieux finit par rentrer chez lui : à la place du palais, de la tsarine et des serviteurs, il retrouve leur pauvre cabane, sa vieille assise sur le seuil, et devant elle, le baquet à lessive brisé.

## Thème

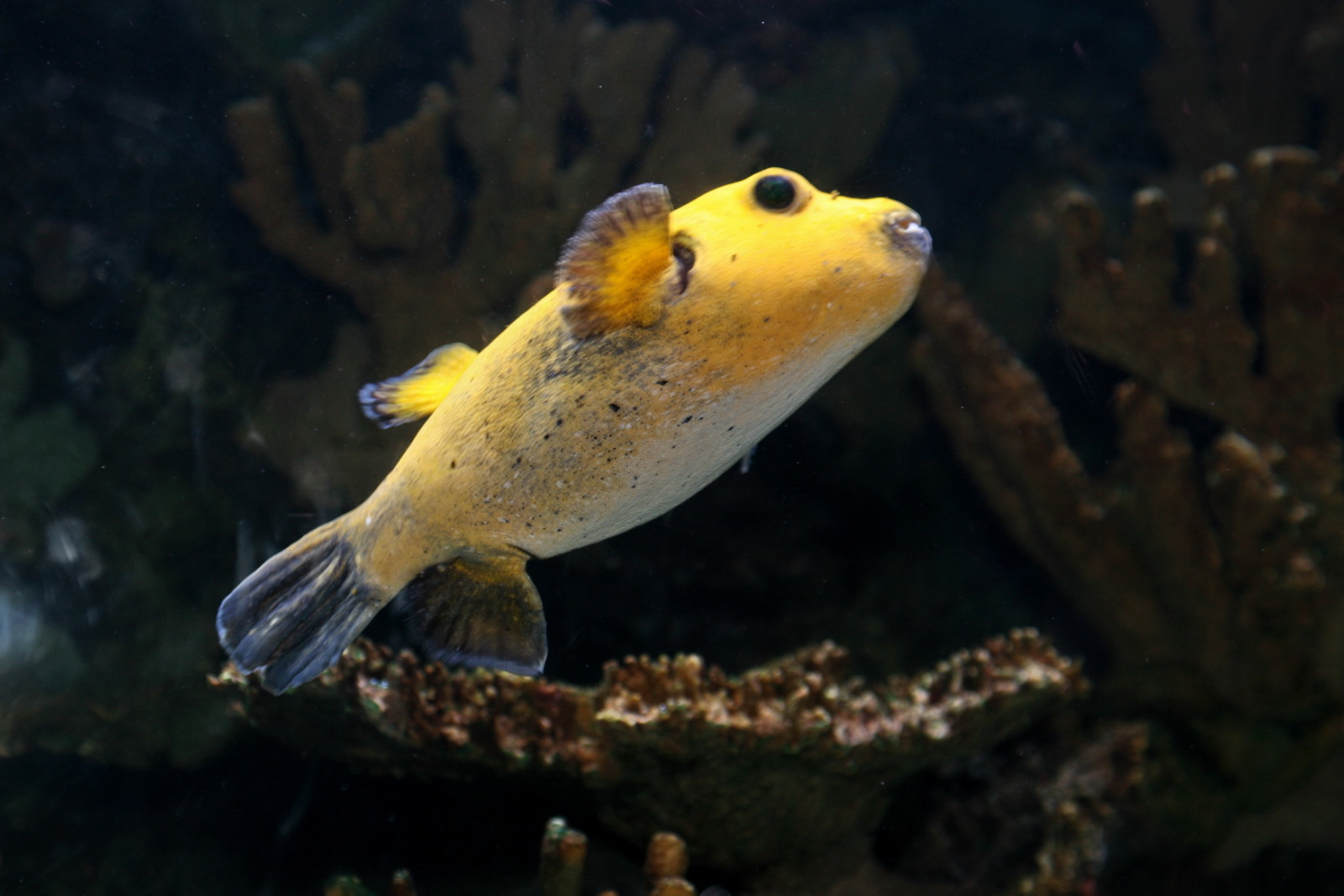
« Qu'y a-t-il pour ton service, le vieux ? »

Rangé d'abord par erreur dans les contes d'animaux, ce conte de 205 vers libres ressort de la rubrique 555 (Aides surnaturels) de la classification Aarne-Thompson. Il évoque la punition de l'avidité démesurée et de l'excès, et apparaît nettement misogyne (voir ci-après) : le personnage de la vieille, insupportable mégère avide, acariâtre, brutale (elle insulte et fait maltraiter son mari), toujours insatisfaite, s'oppose à celui du vieux, bienveillant, respectueux, accommodant (il ne réclame jamais rien pour lui-même), quoiqu'un peu lâche. Le petit poisson aux pouvoirs surnaturels, quant à lui, respecte fidèlement et sans commentaire sa promesse à chaque nouvelle exigence de la vieille, jusqu'à ce que la limite du tolérable soit franchie, ce qui fait tout basculer et ramène la situation au point de départ, mais de manière définitive (la version publiée par Afanassiev précise que le vieux se remit à pêcher comme avant, mais que « jamais il ne repêcha le petit poisson d'or ») : il n'y aura pas d'autre chance.
Le dernier vers de Pouchkine est cruel et ironique : la vieille se retrouve devant son baquet « brisé », comme à l'origine ; elle a tout perdu, même le modeste baquet neuf qu'elle avait d'abord obtenu.

### La misogynie dans le folklore russe
Luda Schnitzer, dans Ce que disent les contes (voir Bibliographie), note que « ce conte est imprégné de moralisme chrétien et d'une pesante misogynie, ce qui n'est pas le fait du folklore russe ». En fait, les contes misogynes, qui insistent sur les défauts supposés des femmes (avides, méchantes, volages, stupides, bavardes…) ne sont pas rares dans le folklore russe, mais surtout dans la catégorie des contes « du quotidien » (bytovye skazki), généralement humoristiques. Ainsi, un conte fameux, recensé entre autres par Irina Karnaoukhova, La méchante femme (Zlaïa jéna), évoque une insupportable mégère que son mari finit par faire tomber dans un trou pour s'en débarrasser ; à la suite de quoi un diable qui y vivait s'en échappe, épouvanté par la méchanceté de cette créature. À la fin du conte, le mari, qui a fait la connaissance du diable mais trouve sa compagnie pesante, lui annonce que la femme, sortie du trou, est à sa recherche, et le diable se précipite pour regagner son trou au plus vite. Vladimir Propp mentionne aussi, dans Le Conte russe, un récit du conteur Gospodariov intitulé La Paysanne pire que le diable (Baba khoujé tchorta), analysé en 1910 par Jiří Polívka ; il le considère comme un exemple caractéristiques des « contes dits réalistes », le diable n'y étant pas décrit comme un être surnaturel, mais comme « un personnage tout à fait ordinaire ».
L'avidité de la femme est également par ailleurs le moteur du conte allemand, mais celle-ci n'y apparaît pas méchante et brutale comme dans le conte de Pouchkine.
Une version ukrainienne du conte met en scène un paysan qui veut abattre un tilleul. Dans ce conte, c'est le paysan, et non sa femme, qui se montre avide, jusqu'à exiger du tilleul bienveillant d'être tsar. Le tilleul alors les transforme, lui et sa femme, en un couple d'ours.

## La filiation du conte

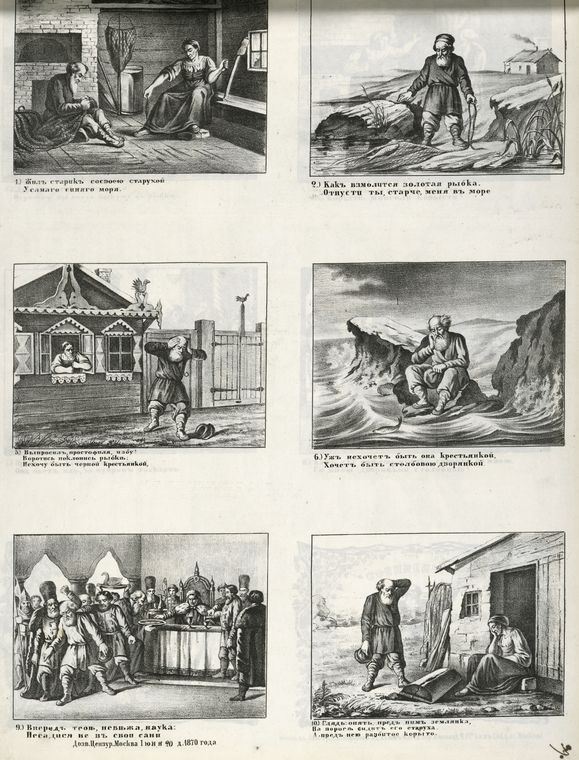
Lithographie de la collection de A. V. Morozov

La genèse du conte a donné lieu à de longues controverses. De nombreuses versions du conte ont en effet circulé au XIXe siècle dans différents pays (Allemagne, Russie, Pologne, Suède, etc.). En Russie même, Alexandre Afanassiev en a publié une version assez proche en 1864 dans ses Contes populaires russes, sous le titre « Le Petit Poisson d'or » : mais comment Pouchkine pouvait-il en avoir connaissance trente ans plus tôt ? Il a été suggéré qu'il avait entendu l'histoire de sa nourrice, Arina Rodionovna. On a remarqué aussi qu'Afanassiev avait collecté peu de contes par lui-même, mais qu'il en devait un bon nombre à Vladimir Dahl, ami de Pouchkine : Dahl aurait pu fournir le sujet à Pouchkine, qui l'aurait retravaillé à sa manière. Malheureusement, à l'époque il n'était pas encore d'usage chez les folkloristes (comme Afanassiev) de noter précisément les sources des textes recueillis.
En 1853, Antoine Joseph Glinski publie un recueil de contes polonais, parmi lesquels Le Vieux, la Vieille et le Petit Poisson d'or, qui rappelle étonnamment la version de Pouchkine et celle d'Afanassiev, et sera largement diffusé ; en 1878, une revue suédoise publie elle aussi une histoire très proche, Le Petit Poisson d'or, présentée comme un conte traditionnel suédois : elle sera elle-même traduite en russe en 1893, et le folkloriste tchèque Jiří Polívka suggérera que la version suédoise est à l'origine du conte russe. On s'avise toutefois à l'époque que le conte est connu sous une forme ou une autre quasiment dans le monde entier, en Inde ou en Chine comme en Angleterre ou en France.
On convient généralement aujourd'hui que Pouchkine s'est inspiré du conte publié dès 1812 par les frères Grimm et intitulé en allemand : Vom Fischer und seiner Frau (Le Pêcheur et sa femme), qui en est très proche mais qu'il a adapté au contexte russe : en particulier, il a abandonné une exigence de la femme du pêcheur qui, dans la version allemande, voulait être pape, et enfin « comme le bon Dieu ». Sur le manuscrit originel figure la mention « 18 chansons serbes », ce qui indique que Pouchkine avait l'intention de faire figurer au nombre de ses « Chansons des slaves occidentaux » ce conte, dont le rythme se rapproche effectivement.
Medrich suggère que les versions polonaise et suédoise, aussi bien que la version afanassévienne, sont inspirées de la version de Pouchkine. Il fait remarquer en particulier que dans les contes traditionnels, aucun changement ne s'accomplit s'il n'est pas annoncé à l'avance. Or, le vers russe Ничего не сказала рыбка (« Le petit poisson ne dit pas un mot »), qui constitue le climax du conte, et est repris dans les versions en question, semble contrevenir à cette règle, tout en apparaissant typiquement pouchkinien : de même, à la fin de Boris Godounov, le peuple, en « restant silencieux » (народ безмолствует), prononce-t-il par là-même le verdict. Dans la version allemande, le poisson annonce en effet au vieux le dénouement : « Retourne, tu la trouveras logée dans la cahute. ».
Lise Gruel-Apert, dans une note à sa traduction du Petit Poisson d'Or d'Afanassiev, indique elle aussi que ce conte est « proche du conte de Pouchkine », dont les sources « semblent être plus occidentales que proprement russes ». Elle lui oppose le conte intitulé La Vieille avide, sur le même thème, qui « correspond à la véritable tradition populaire russe » : dans ce conte, c'est un arbre que le vieux s'apprête à abattre qui promet à celui-ci d'exaucer ses souhaits s'il l'épargne ; la femme du vieux émet elle aussi des exigences de plus en plus insensées, jusqu'à vouloir accéder à la divinité. L'arbre répond alors au vieux : « Sois donc un ours, et ta femme une ourse ! » Et tous les deux, changés en ours, « s'enfuient dans la forêt », .

## Autres rapprochements
Le thème du poisson reconnaissant apparaît dans divers autres contes de la tradition slave (ex : Émélia l'Idiot ou Sur l'ordre du brochet) ou d'autres pays. Un conte (Troisième nuit, fable I : Pierre le Fou) des Nuits facétieuses de Straparola évoque le fils d'un pêcheur, un sot qui attrape un jour un thon, lequel lui accorde « autant de poisson qu'il en pourrait porter » en échange de sa liberté. Par la suite, le thon fait en sorte que la fille du roi, une vierge de douze ans qui se moquait du benêt, tombe enceinte. Le conte reprend ensuite le thème du héros jeté à la mer dans un tonneau, qui sera lui-même réutilisé par Pouchkine dans Le Conte du tsar Saltan.
Le conte-type AT 303 (Les Jumeaux / Les Frères de sang) commence habituellement (mais pas dans la version de Grimm) par l'épisode d'un poisson magique, ou Roi des Poissons, capturé et relâché à plusieurs reprises, ce qui procure de grands avantages au pêcheur. Le poisson finit par demander lui-même à être coupé en morceaux, et ceux-ci, ingérés par la femme du pêcheur, entraîneront, entre autres, la naissance des frères jumeaux.
Dans la fable de La Fontaine intitulée Le Petit Poisson et le Pêcheur, le poisson prie là aussi le pêcheur de le remettre à l'eau en lui faisant miroiter des avantages futurs : mais le pêcheur, bien plus pragmatique, fait frire le poisson, au motif qu'« un tiens vaut mieux que deux tu l'auras » (et il n'est pas question de sa femme),.

## Adaptations

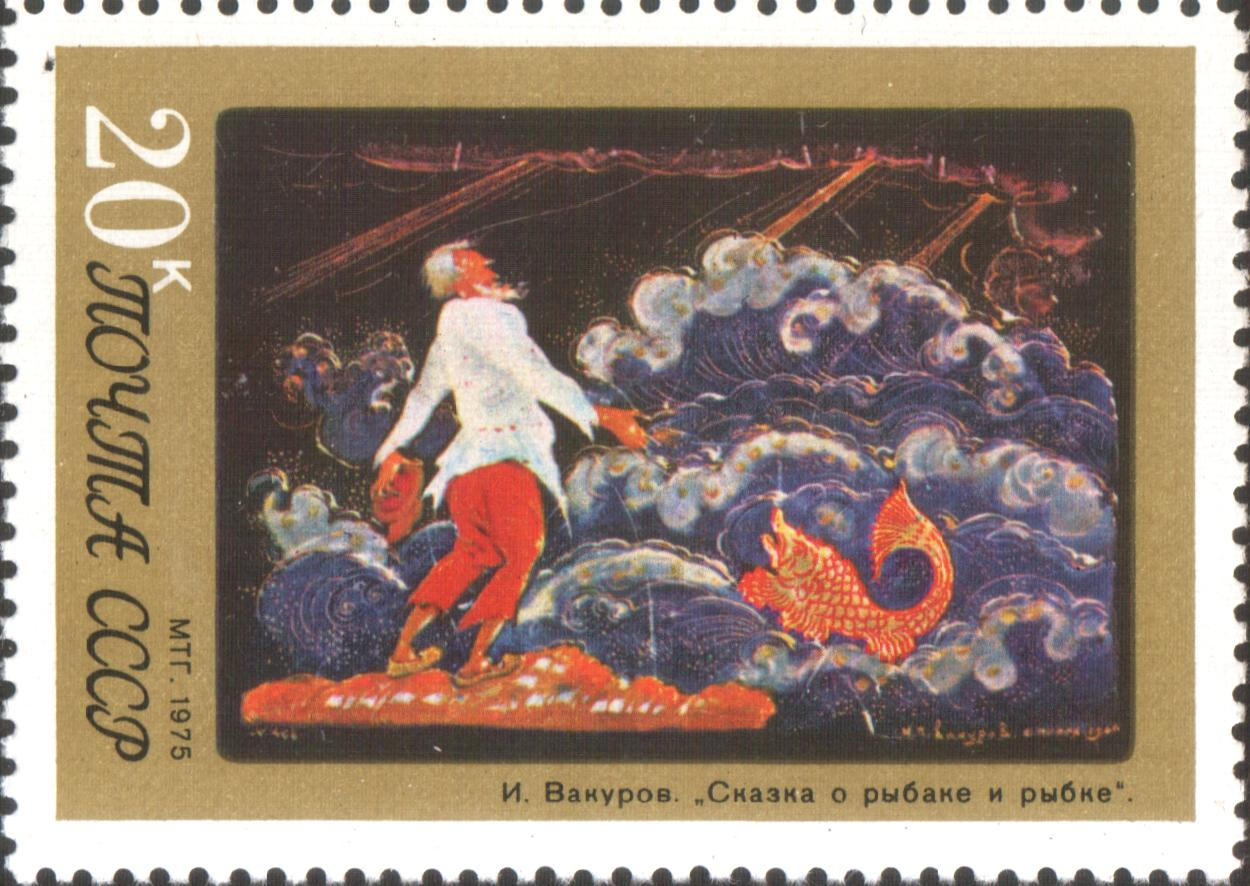
Timbre soviétique de 1975 (ill. I. Vakourov)

- 1866 - Le Poisson doré, « ballet fantastique », chorégraphie d'Arthur Saint-Léon, musique de Ludwig Minkus.
- 1917 - Le Pêcheur et le Petit poisson, op. 41 pour orchestre de Nikolaï Tcherepnine.
- 1937 - Le Conte du Pêcheur et du Petit Poisson (Сказка о рыбаке и рыбке), URSS, court métrage d'animation d'Alexandre Ptouchko.
- 1950 - Le Conte du Pêcheur et du Petit Poisson (Сказка о рыбаке и рыбке), URSS, film d'animation de Mikhaïl Tsekhanovski, scénario de Mikhaïl Volpine, musique Iouri Devitine.
- 1951 - Le Poisson d'or (O zlaté rybce), Tchécoslovaquie, court métrage d'animation de Jiří Trnka
- 2002 - О рыбаке и рыбке, Russie, film de Natalia Dabija.
- 2013 - Le poisson magique (Les contes de Grimm) - Allemagne, téléfilm pour la jeunesse de Christian Theede.

## Édition française
- Contes  (trad. du russe par Hélène Vivier-Kousnetzoff), Ginkgo éditeur [« Petite Bibliothèque slave »]. Gravures de Mikhaïl Nesterov, 2023, 108 p. (ISBN 978-2-84679-498-5)

## Bibliographie

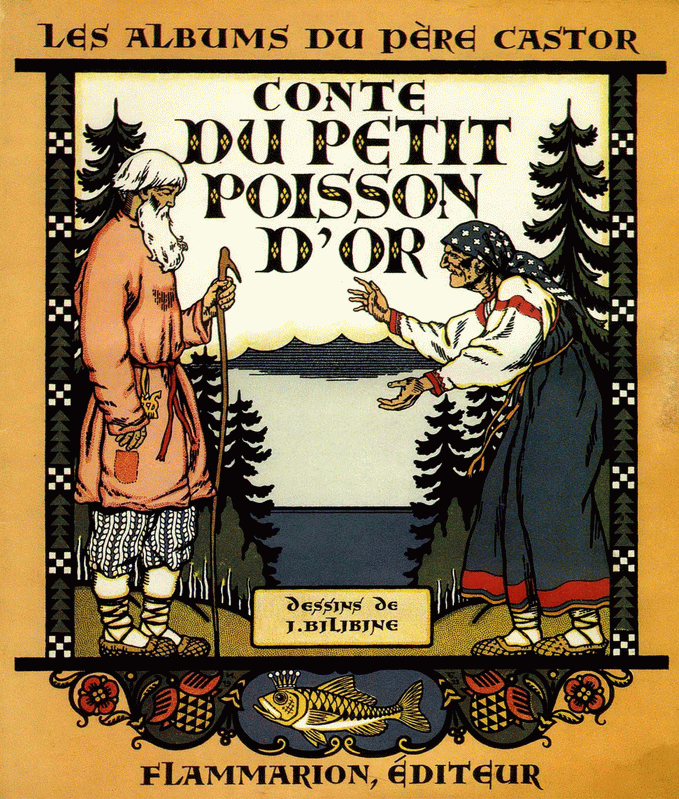
Couverture d'une édition française de 1933 (Le Père Castor)